# Paul Sueo Hamaguchi
Paul Sueo Hamaguchi (jap. パウロ 浜口 末雄, Pauro Hamaguchi Sueo; * 1. August 1948 in Higashishitsu-machi, Nagasaki; † 28. Dezember 2020) war ein japanischer Geistlicher und römisch-katholischer Bischof von Ōita.

## Leben
Paul Sueo Hamaguchi besuchte das Nanzan-Kolleg in Nagasaki und studierte Philosophie und Theologie am Priesterseminar in Fukuoka. Er empfing am 19. März 1975 die Priesterweihe und wurde in das Erzbistum Nagasaki inkardiniert. Er war Vikar in Ōura (大浦教会, Ōura kyōkai; 1975–1978) im Stadtteil Minamiyamate-machi und Shitsu (出津教会, Shitsu kyōkai; 1978–1984) im Stadtteil Nishishitsu-machi je von Nagasaki. Von 1984 bis 1992 war er Pfarrer in Ōso (大曽教会, Ōso kyōkai) in Shinkamigotō. Nach Tätigkeit als Rektor des Kleinen Seminars in Nagasaki von 1992 bis 2002 übernahm er von 2002 bis 2005 die Pfarre Fukue (福江教会, Fukue kyōkai) in Gotō und war zudem Mitglied des Presbyteralrates. 2005 erfolgte die Versetzung in das Bistum Takamatsu, wo er Leiter des Diözesanbüros war und die Pfarrei Shōdoshima (小豆島教会, Shōdoshima kyōkai) in Tonoshō übernahm.
Am 25. März 2011 wurde er durch Papst Benedikt XVI. zum Bischof von Ōita ernannt. Die Bischofsweihe spendete ihm am 26. Juni 2011 der Erzbischof von Nagasaki Joseph Mitsuaki Takami; Mitkonsekratoren waren der Bischof von Fukuoka, Dominic Ryōji Miyahara, und Paul Kenjirō Kōriyama, Bischof von Kagoshima.